# Магазинный тупик
Магази́нный тупик — улица в районе Лефортово в Юго-Восточном административном округе Москвы. Тупик получил название в начале XX века по находившимся здесь складам, именовавшимся «магазинами». Исторически упирался в Старообрядческую улицу (позднее улицу Войтовича) и шоссе Энтузиастов, впоследствии частично застроен.